# Hiperbolični kvaternion
| × | 1 | i  | j  | k  |
| - | - | -- | -- | -- |
| 1 | 1 | i  | j  | k  |
| i | i | +1 | k  | −j |
| j | j | −k | +1 | i  |
| k | k | j  | −i | +1 |

Hiperbolični kvaternion je v algebrah nad obsegom določen z 
{\displaystyle q=a+bi+cj+dk,\quad a,b,c,d\in R\!}.
To je spremenjeni kvaternion, kjer namesto običajnega −1, uporabljamo  
{\displaystyle i^{2}=j^{2}=k^{2}=+1\!}.
Štirirazsežna algebra hiperboličnih kvaternionov vključuje nekaj lastnosti bikvaternionov. Podobno kot lahko kvaternionsko algebro {\displaystyle \mathbb {H} \,} gledamo kot unijo kompleksnih ravnin, tako  je algebra hiperboličnih kvaternionov unijo  števil, ki imajo skupno premico realnih števil. 
Prvi jih je predlagal škotski logik, fizik in matematik Alexander Macfarlane (1851 – 1913) v letu 1890.
Hiperbolični kvaternioni tvorijo neasociativni  kolobar. 
Podobno kot kvaternion tvorijo tudi hiperbolični kvaternioni vektorski prostor nad realnimi števili v štirirazsežnem prostoru. Linearna kombinacija
{\displaystyle q=a+bi+cj+dk}
kjer 
- {\displaystyle a,b,c,d} so realna števila
- {\displaystyle \{1,i,j,k\}} je baza za katero velja

{\displaystyle ij=k=-ji}
{\displaystyle jk=i=-kj}
{\displaystyle ki=j=-ik}
{\displaystyle i^{2}=+1=j^{2}=k^{2}}
je hiperbolični kvaternion.
Če je 
{\displaystyle q^{*}=a-bi-cj-dk}
konjugirana vrednost hiperboličnega kvaterniona {\displaystyle q}, 
potem je 
{\displaystyle q(q^{*})=a^{2}-b^{2}-c^{2}-d^{2}}
kvadratna forma, ki se uporablja v teoriji prostor-časa